# Junya Itō
Junya Itō (jap. 伊東 純也 Itō Junya; ur. 9 marca 1993) – japoński piłkarz, występujący na pozycji napastnika w belgijskim klubie KRC Genk oraz w reprezentacji Japonii. Uczestnik Mistrzostw Świata 2022.

## Kariera klubowa
Od 2015 roku występował w klubach Ventforet Kōfu i Kashiwa Reysol.